# H. C. 블로제트
H. C. 블로제트(Hugh Carlton Blodgett)는 미국의 심리학자로 잠재학습이론에 따른 가설을 검증하는 연구설계로 잘 알려져있다.

## 잠재학습
잠재학습(Latent Learning)에대한 가설을 검증하는 연구설계로 사용되는 설정은 'A와 C가 동일한 반응을 보이다가 C 에게 자극(Stimulus)을 제시한 시점부터 C가 B와 같은 동등한 반응을 보일 것이다. 그리나 한편 B가 보인 반응(Response)보다 반응속도에서 더 빠른 차이가 있다.'는 가정이다. 이러한 맥락의 가설은 H. C. 블로제트(Blodgett)의 미로수행(maze performance) 실험 연구로 보고된바있다.

## 같이 보기
- 학습된 무기력